# Società Sportiva Maceratese 1963-1964
Questa voce raccoglie le informazioni riguardanti la Società Sportiva Maceratese nelle competizioni ufficiali della stagione 1963-1964.

## Rosa
| N. |                   | Ruolo | Calciatore               |
| -- | ----------------- | ----- | ------------------------ |
|    | Italia (bandiera) | A     | Stelvio Attili           |
|    | Italia (bandiera) | D     | Nerio Bernardo Benetazzo |
|    | Italia (bandiera) | A     | Adorno Bolognini         |
|    | Italia (bandiera) | A     | Gaetano Bruno            |
|    | Italia (bandiera) | A     | Giuseppe Calendi         |
|    | Italia (bandiera) | D     | Enzo Carlini             |
|    | Italia (bandiera) | C     | Matteo Carnevale         |
|    | Italia (bandiera) | C     | Pietro Clementi          |
|    | Italia (bandiera) | A     | Onelio Falsiroli         |
|    | Italia (bandiera) | P     | Giuseppe Ferretti        |
|    | Italia (bandiera) | C     | Danilo Galli             |

| N. |                   | Ruolo | Calciatore              |
| -- | ----------------- | ----- | ----------------------- |
|    | Italia (bandiera) | A     | Agostino Lignini        |
|    | Italia (bandiera) | A     | Sergio Macellari        |
|    | Italia (bandiera) | D     | Valentino Marchetti     |
|    | Italia (bandiera) | A     | Maurizio Mazzanti (cap) |
|    | Italia (bandiera) |       | Montemarani             |
|    | Italia (bandiera) | C     | Nazzareno Orlandoni     |
|    | Italia (bandiera) | D     | Rino Pierini            |
|    | Italia (bandiera) | D     | Achille Pietrangeli     |
|    | Italia (bandiera) | D     | Giuseppe Rega           |
|    | Italia (bandiera) |       | Antonio Tantucci        |
|    | Italia (bandiera) | D     | Giuliano Torelli        |